# Jean-Léonor Le Gallois de Grimarest

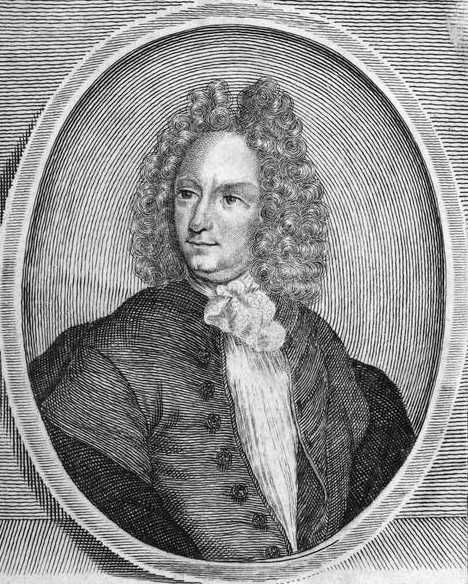
Grimarest

Jean-Léonor Le Gallois de Grimarest (* Mai 1659 in Bernières-sur-Mer; † 23. August 1713 in Paris) war ein französischer Schriftsteller.

## Leben und Werk
Jean-Léonor Le Gallois de Grimarest war der Sohn von François Le Gallois (1633–1690, Sekretär und Chronist der Académie Bourdelot) und der Vater des Grammatikers Charles-Honoré Le Gallois de Grimarest (1685–1730). Er lehrte Kriegs- und Befestigungskunst und schrieb darüber ein Buch, ferner eine Geschichte der Kriegskampagnen des schwedischen Königs Karl XII. Bekannt blieb er als erster Biograph Molières, dessen Zeugnis von der Forschung für unverzichtbar gehalten wird.
Ein besonderes Interesse hatte er für die französische Sprache. Als seine Molièrebiographie von 1705 auch sprachlich kritisiert wurde, verteidigte er sich dagegen mit der Autorität eines Sachverständigen der Sprache in der Addition à la vie de M. de Molière, 1706, und im Traité du récitatif dans la lecture, 1707, der ins Deutsche übersetzt wurde (Abhandlung von Recitiren im Lesen, in öffentlichen Reden, in der Declamation, und im Gesange, 1761). In einem späteren Werk kritisierte er den herrschenden Sprachgebrauch (Discours sur ce qu’on appelle usage dans la langue française, 1709) und legte 1712 noch seine Éclaircissements sur les principes de la langue française vor, in denen er auf 300 Seiten eine rationalistisch-puristische Sprachgebrauchskritik entwickelte. Zu Unrecht wird diese Schrift (die nur mit „de Grimarest“ ausgezeichnet ist) in manchen Katalogen seinem Sohn zugeschrieben, der seinerseits 1719 und 1721 eine kurze Nouvelle grammaire réduite en tables qui donnent une très grande facilité pour apprendre la langue française vorlegte, ein Werk, das 1747 auch auf Spanisch erschien.

## Werke
- La Vie de M. de Molière. Jacques Le Febvre, Paris 1705 (eingeschränkte Vorschau in der Google-Buchsuche [abgerufen am 12. Mai 2024]). (zahlreiche Auflagen)
  - Addition à la vie de M. de Molière, contenant une réponse à la critique que l’on en a faite. Jacques Le Febvre, Paris 1706 (eingeschränkte Vorschau in der Google-Buchsuche [abgerufen am 12. Mai 2024]).
  - (Kritische Ausgabe) La vie de M. de Molière. Hrsg. Georges Mongrédien (1901–1980). M. Brient, Paris 1955. Slatkine, Genf 1973.
- Les Campagnes de Charles XII, roi de Suède. Band 1. Jacques Le Febvre, Paris 1705 (eingeschränkte Vorschau in der Google-Buchsuche [abgerufen am 12. Mai 2024]).
- Les Campagnes de Charles XII, roi de Suède. Band 2. Jacques Le Febvre, Paris 1706 (eingeschränkte Vorschau in der Google-Buchsuche [abgerufen am 12. Mai 2024]).
- Les Campagnes de Charles XII, roi de Suède. Band 3. Jacques Le Febvre, Paris 1708 (eingeschränkte Vorschau in der Google-Buchsuche [abgerufen am 12. Mai 2024]).
- Les Campagnes de Charles XII, roi de Suède. Band 4. Jacques Le Febvre, Paris 1711 (eingeschränkte Vorschau in der Google-Buchsuche [abgerufen am 12. Mai 2024]).
- Traité du récitatif dans la lecture, dans l’action publique, dans la déclamation, et dans le chant avec un traité des accens, de la quantité et de la ponctuation. Jacques Le Febvre, Paris 1707 (eingeschränkte Vorschau in der Google-Buchsuche [abgerufen am 12. Mai 2024]). (zahlreiche Auflagen)
  - (deutsch) Abhandlung von Recitiren im Lesen, in öffentlichen Reden, in der Declamation, und im Gesange. In: Sammlung vermischter Schriften zur Beförderung der schönen Wissenschaften und der freyen Künste. Bd. 4. Friedrich Nicolai, Berlin 1761, S. 223 ff.
- Traité sur la manière d’écrire des lettres et sur le cérémonial, avec un discours sur ce qu’on appelle usage dans la langue françoise. Jacques Estienne, Paris 1709 (eingeschränkte Vorschau in der Google-Buchsuche [abgerufen am 12. Mai 2024]). (zahlreiche Auflagen)
- Fonctions des généraux, ou l’art de conduire une armée. Pierre Husson, Paris 1710 (eingeschränkte Vorschau in der Google-Buchsuche [abgerufen am 12. Mai 2024]).
- Éclaircissemens sur les principes de la langue françoise. Florentin Delaulne, Paris 1712 (bnf.fr [abgerufen am 12. Mai 2024]). (Neuauflage u. a.: Slatkine, Genf 1973.)